# (4066) Haapavesi
(4066) Haapavesi est un astéroïde de la ceinture principale.

## Description
(4066) Haapavesi est un astéroïde de la ceinture principale. Il fut découvert le 7 septembre 1940 à Turku par Heikki A. Alikoski. Il présente une orbite caractérisée par un demi-grand axe de 2,24 UA, une excentricité de 0,22 et une inclinaison de 5,3° par rapport à l'écliptique.

## Compléments